# Haití en los Juegos Olímpicos de Atenas 2004
Haití estuvo representado en los Juegos Olímpicos de Atenas 2004 por ocho deportistas, siete hombres y una mujer, que compitieron en cuatro deportes.
El portador de la bandera en la ceremonia de apertura fue el practicante de taekwondo Tudor Sanon. El equipo olímpico haitiano no obtuvo ninguna medalla en estos Juegos.